# 西島 (大阪市)
西島（にしじま）は、大阪府大阪市西淀川区にある町名。現行行政地名は西島一丁目および西島二丁目。

## 地理
西淀川区の南西部に位置し、東に百島と接している。町内のほぼ全域に工場が設置されている。

### 河川
- 淀川
- 神崎川
- 西島川

## 事業所
2016年（平成28年）現在の経済センサス調査による事業所数と従業員数は以下の通りである。
| 丁目               | 事業所数 | 従業員数 |
| ------------------ | -------- | -------- |
| 西島一丁目・二丁目 | 43事業所 | 1,317人  |

## 交通
- 大阪府道10号大阪池田線

## 施設
- 合同製鐵 大阪製造所
- 矢倉海岸
- 矢倉緑地公園

## その他

### 日本郵便
- 〒555-0042[2]（集配局：西淀川郵便局[6]）